# Monochaetoscinella zernyi
Monochaetoscinella zernyi är en tvåvingeart som beskrevs av Oswald Duda 1936. Monochaetoscinella zernyi ingår i släktet Monochaetoscinella och familjen fritflugor. Inga underarter finns listade i Catalogue of Life.